# 垓下之战
垓下之戰在前202年發生，是楚漢戰爭最後一場大戰。項羽麾下的楚軍約10萬人在垓下（在今安徽省境內）战败，全軍覆沒。劉邦獲勝後建立漢朝。

## 前奏
鸿沟和约之後，彭越攻克昌邑（在今山东省菏泽市巨野县和济宁市金乡县境內）旁二十多个城邑，缴获谷物十多万斛，用作汉军的军粮，而刘邦趁项羽退军之际率领汉军发起追歼在陽夏（今河南省周口市太康县）大破項羽率領楚军，俘虏楚国大将周将军及五千楚軍，刘邦到固陵（今河南省周口市太康县南）后，命令刘贾渡淮河，攻下寿春（今安徽省淮南市寿县），派人策反楚国大司马周殷。
此時，靳歙还在攻打济阳（今山东省济南市济阳区）的项悍並將其擊敗，隨後與劉邦會合陳縣（今河南省周口市淮阳县）夾擊項羽，灌婴在攻克彭城（今江蘇省徐州市）后还在平定彭城周边地区，得亚将周兰。宣曲侯丁义、汾阳侯靳强及投降的楚將灵常率先攻破固陵守軍大破钟离昧，项羽向南逃跑到陈县，刘邦与灌婴在颐乡（河南省周口市鹿邑县）会合，刘邦率领汉军主动出击（有周勃、樊哙、灌婴、靳歙、夏侯婴、蛊逢、丁义、靳强、灵常等将领），在陈下（今河南省周口市淮阳县）斩杀楚军十几个大将。项羽在陳下大败，陈公利几投降，汉军占领陈县。
漢軍陳下之戰勝利後，項羽已處於絕對劣勢。彭城已被灌婴攻占了，截断了他的退路，無法回江东老家，刘邦已派英布、刘贾攻占了寿春，而项羽的大司马周殷又在舒（古舒國，在今安徽省合肥市廬江縣）叛变，使项羽无法从这条路线撤往江东。北路、南路都不通，周殷以舒县的兵力屠戮了六县（今安徽省六安市），与英布一同北上攻打项羽，项羽继续逃跑，欲前往会稽（秦置会稽郡，郡治在吴县❲今江苏省苏州市城区❳）。 刘贾、周殷、英布攻下城父（今安徽省亳州市谯城区城父镇）堵截项羽，项羽逃到垓下，刘邦与刘贾、周殷、英布会合，韩信及彭越看到项羽大势已去，也前往垓下与刘邦会合。

## 战争经过
韓信、彭越、英布等在垓下會合劉邦後，漢軍參戰兵力已超過60萬人，十二月（前202年初，當時以十月為歲首）在垓下將向江南撤退的10萬楚軍層層包圍。漢軍以韓信亲率30萬人为前軍，劉邦調度孔聚为左翼，陳賀（费将军）为右翼，刘邦坐镇中軍，周勃、柴武等预备军在刘邦军后待命。韓信親率前軍發動攻勢，初战进攻受挫后退，在楚军准备追击时，劉邦即時調度漢軍左右兩翼迂回夾擊楚軍，两军短兵相接陷入胶着，这时韩信率領前軍翻身再战，以及彭越、英布、刘贾、周殷等诸侯从各处围攻楚军，楚军在三面夹击中被擊敗。項羽被迫退回垓下城。
楚军在垓下之战中受到决定性失利，然而仍然有着激烈的抵抗。劉邦乃设计令漢兵學唱江東楚國民謠，是夜，四面皆楚歌，楚軍自項羽以下莫不以為漢已盡得楚地，乃士氣崩潰。項羽率八百騎乘夜向南突圍，渡過淮水後，身邊只剩百餘騎。漢軍至黎明時才發覺項羽脫逃，由漢將灌嬰率五千騎追殺。楚軍一度迷路，在東城（今安徽省滁州市定遠县南）被追上。幾度衝突後，項羽身邊僅剩26人逃至乌江（今安徽省马鞍山市和县乌江镇），当地亭長建議他前往江東，但項羽自覺起兵有八千江东子弟追随，今日孤身而还，無顏見江東父老，不願過江。不久，漢軍數千騎追至，項羽令二十六騎下馬步戰，斃殺漢軍五百餘人後，乃揮劍自刎而亡。

## 參戰人物
|  | - 楚 - 霸王項羽 （自刎） - 季布 （戰敗逃亡） - 钟离昧 （投降） - 桓楚 （戰死） - 項伯 （投降） - 丁公 （投降被杀） - 临江王共尉 （俘虜後被劉邦所殺） | - 漢 - 漢王劉邦 - 張良 - 陳平 - 劉賈 - 盧綰 - 周勃 - 柴武 - 灌嬰 - 呂馬童 - 王翳 - 楊喜 - 楊武 - 呂勝 - 齐王韓信 - 孔聚 - 陳賀 - 魏相国彭越 - 九江王英布 - 周殷 |